# Kanton Nancy-Nord
Nancy-Nord is een voormalig kanton van het Franse departement Meurthe-et-Moselle. Het kanton maakte deel uit van het arrondissement Nancy.
Het kanton omvatte uitsluitend een deel van de gemeente Nancy. Op 22 maart 2015 werden de kantons van Nancy opgeheven en werd de stad herverdeeld in de nieuwe kantons Nancy-1, -2 en -3.